# あつまバス
あつまバス (Atsuma Bus) は、北海道勇払郡厚真町に本社を置き、バス事業およびタクシー事業を行う企業である。
元は早来鉄道（はやきたてつどう）という名の鉄道事業者であったが、鉄道廃止・社名変更を経て現在に至る。

## 概要
1904年（明治37年）早来および厚真において盛んに林業を営んでいた三井物産合名会社が鉄道枕木などの木材搬出を目的に、早来停車場より厚真村字チケッペまで4ml25ch（約7km）の同社専用の馬車鉄道を敷設した。翌1905年（明治38年）にはさらに1ml(約16km)を延長、軌道には馬車を通してに15万挺の鉄道枕木を早来停車場に搬出した。当時厚真地方は木材のほか農産物や木炭の産出も多く、これらの運搬を依頼するものも少なくないため、後に営業線の許可を得て、諸物資の運搬にも応じた。大正2年藤田組がこれを買収し、まもなく永谷仙松がこれを買収して経営に当った。
大正の中期にはこの地方の開発も次第に進められ人口も増えたが、従来ほとんど木材運搬専用軌道であったこの馬車鉄道を公開して、 一般貨客の運輸に役立て、一層地方の開発の助けになるとの議論が起こり、永谷仙松ほか10名により早来軌道敷設特許を出願。1920年（大正9年）12月3日、鉄道内務大臣よりその特許状が交付された。翌1921年（大正10年）には早来厚真間の既設軌道の改良工事を行い、その他諸般の準備を進め、9月8日に資本金30万円で早来軌道株式会社を創立し、馬車鉄道による一般旅客および貨物の輸送を開始した。同社の取締役には早来の志賀智が就任したが、1922年（大正11年）2月の臨時総会において志賀智は代表取締役を辞任し、永谷仙松が代わって代表取締役に就任した。
1926年（大正15年）10月には厚真軌道株式会社が設立され、厚真幌内間の軌道の経営に当ったが、 早来軌道と運輸系統を同じくするので、両者の対立は共に不利になるため、運輸の円滑、経費の節約を図る目的で、1929年（昭和4年）5月に早来軌道株式会社に併合した。
1949年(昭和24年)に軌道を廃止し、旅客はバス、貨物はトラックに切り替え、1951年（昭和26年）早来運輸株式会社と社名を変更した。

## 沿革
- 1921年（大正10年）9月8日 - 資本金13万円にて早来軌道株式会社設立。
- 1922年（大正11年）1月18日 - 軌道線開業。
- 1929年（昭和4年）5月20日 - 厚真軌道を吸収合併。
- 1944年（昭和19年）11月8日[3] - 早来鉄道株式会社に改称。
- 1949年（昭和24年）3月 - 路線バス事業認可。
- 1950年（昭和25年）6月19日 - 貸切バス事業認可。
- 1951年（昭和26年）
  - 3月27日 - 鉄道事業から撤退。
  - 9月10日 - 早来運輸株式会社に社名変更。
- 1957年 （昭和32年）9月- タクシー事業開始。
- 1960年（昭和35年）5月20日 - 定山渓鉄道（現・じょうてつ）の傘下となり、東急グループ入り。
- 1991年（平成3年）4月1日 - あつまバス株式会社に社名変更。
- 2005年（平成17年）5月23日 - じょうてつと資本関係を解消、東急グループから離脱。
- 2019年（令和元年）8月1日 - QRコード決済PayPayを導入[4]。

## 事業所
- 北海道勇払郡厚真町本郷229-1

## バス事業

### 路線バス

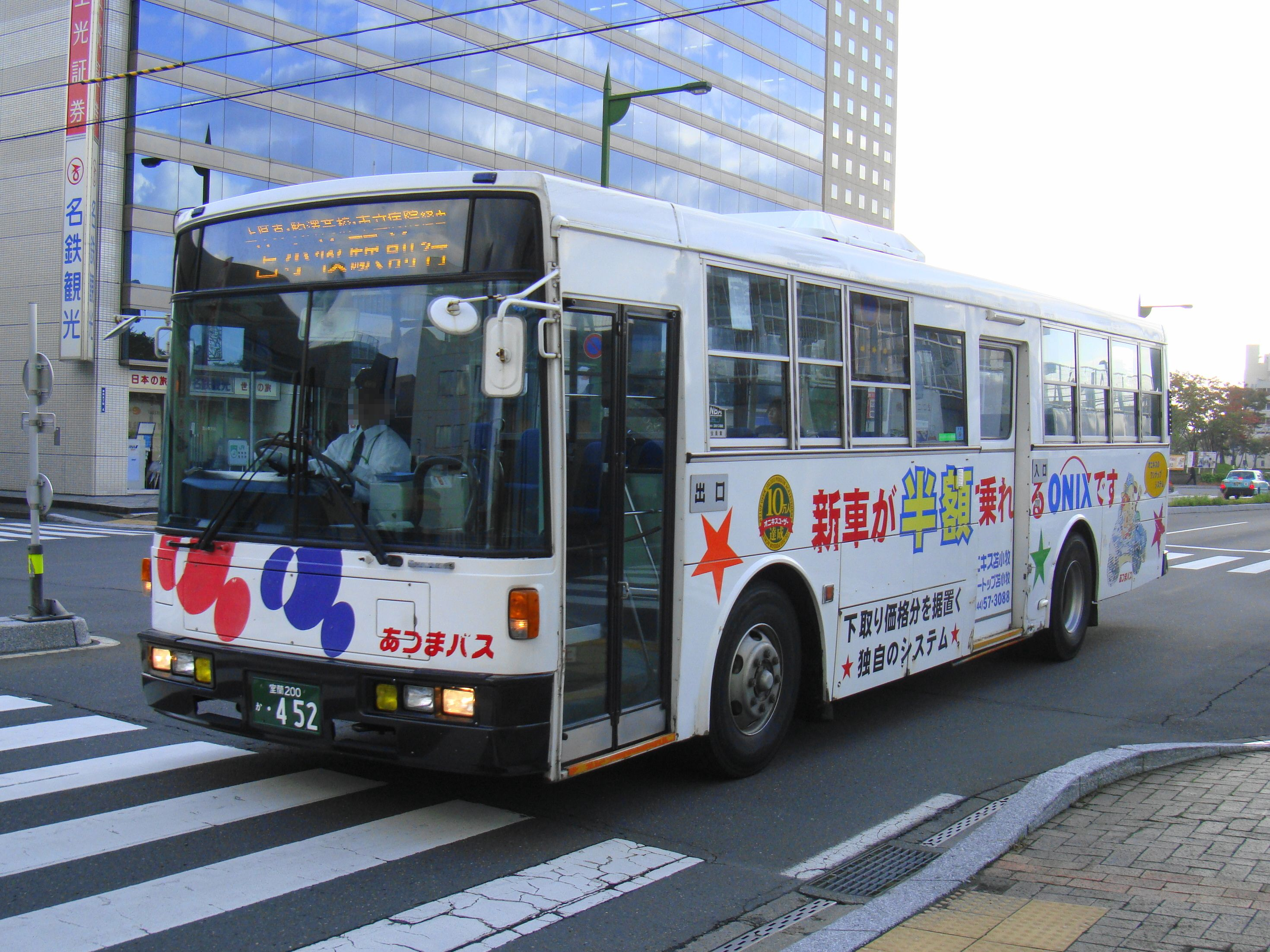
路線バス

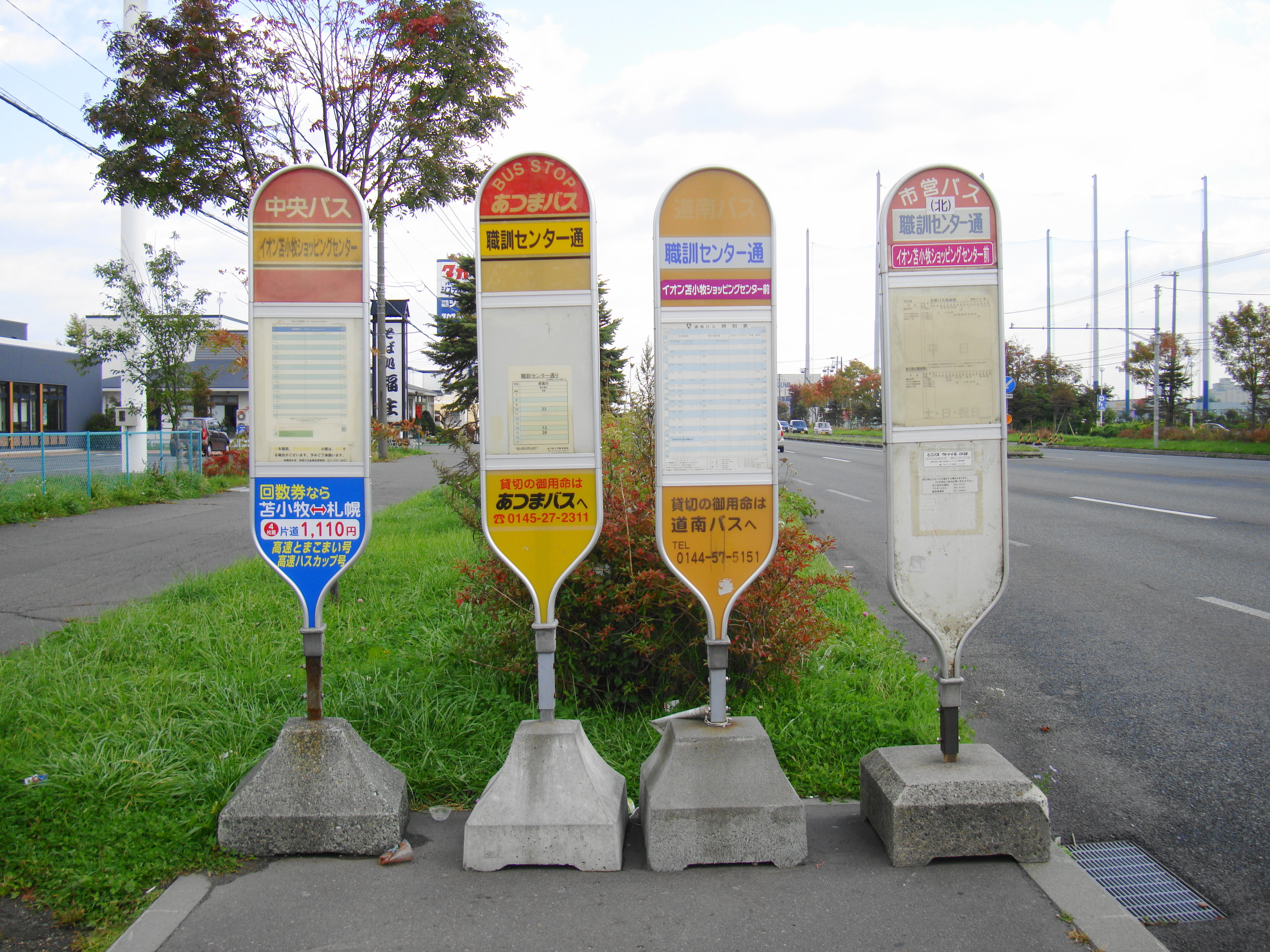
停留所一例（左から2番目）

路線バス車両は2017年（平成29年）3月31日現在で9台保有する。

#### 千歳線
千歳駅系統
- 厚真 - 本郷 - 幌里 - 北進 - 早来駅前 - 富岡 - 駒里学校前 - 駒里 - 大学正門前 - 新千歳空港 - 南千歳駅 - 朝日町7丁目 - 仲の橋通 - もりもと本店前 - 千歳駅前

2016年（平成28年）10月1日よりあつまバス、千歳相互観光バス（道南バス参入を含む）、北海道中央バス千歳営業所（千歳線を除く）の千歳市内一般路線にて大幅な再編が行われている。あつまバスは新千歳空港 - 千歳駅前間が対象となり、千歳市からの要請により運行経路を仲の橋通に変更。錦町十字街と本町2丁目停留所が廃止された。運賃は千歳駅前でバスを乗り継ぐ際の割引適用や、約1.3 km以内の短距離の実施運賃を100円（2024年（令和6年）12月1日より150円）とするなど、千歳市独自の施策が適用される。
（廃止）南千歳駅系統（準急こぶし号）
- 厚真→本郷→幌里→早来駅前→富岡→駒里→南千歳駅北口

土日祝運休。厚真町の木であるコブシにちなむ「準急こぶし号」として運行されていたが、2012年（平成24年）6月1日の改正より時刻表上では千歳線の一系統となっていた。
2016年3月31日、利用者僅少のため廃止。

#### 苫小牧線
緑小学校経由
- 厚真 - 本郷 - 幌里 - 北進 - 早来駅前 - 遠浅公民館前 - 遠浅駅前 - 柏原 - 日高自動車道入口 - 沼ノ端跨線橋 - ダイナックス沼ノ端アイスアリーナ - 沼ノ端北 - 拓勇南 - イオンモール苫小牧 - 操車場前 - 緑小学校前 - 西埠頭通 - 市役所前 - 王子病院前 - 表町5丁目 - 苫小牧駅前

日軽金経由
- 厚真 - 本郷 - 幌里 - 北進 - 早来駅前 - 遠浅公民館前 - 遠浅駅前 - 柏原 - 日高自動車道入口 - 沼ノ端小学校前 - 沼ノ端西 - 王子エンジニアリング - 日軽金前 - 西埠頭通 - 市役所前 - 王子病院前 - 表町5丁目 - 苫小牧駅前

上厚真経由
- 厚真 - 厚真大橋 - 下美里 - 上厚真 - 共和 - 日高自動車道入口 - 沼ノ端小学校前 - 沼ノ端駅前 - 北栄2丁目 - 沼ノ端北 - 拓勇 - 経済高校前 - 駒沢高校前 - 住吉住宅街 - 市立病院前 - 東高校前 - 木場町1丁目 - 表町5丁目 - 苫小牧駅前

市立病院前は平日のみ乗り入れ。苫小牧市営バス上厚真線が1994年（平成6年）4月1日に廃止となり、同日より浜厚真・日軽金前経由から経路変更し引き継ぐ。当初は既存の苫小牧線とは別に「勇払・駒大線」となっていた。
 拓勇経由（快速苫小牧線） 
- 厚真 - 本郷 - 北進 - 早来駅前 - 遠浅公民館前 - 沼ノ端駅前 - 沼ノ端西 - 拓勇南 - イオンモール苫小牧 - 緑小学校前 - 苫小牧駅前

土日祝・夏休み・冬休み期間は運休。

#### 沼ノ端線
- 厚真 - 本郷団地 - 厚真高校 - 幌里 - 北進 - 早来駅前 - 遠浅公民館前 - 遠浅駅前 - 日高自動車道入口 - 沼ノ端小学校前 - 沼ノ端駅前

土日祝・年末年始は運休。
厚真町による厚真高校通学支援の一環として2017年（平成29年）1月新設。全校生徒の半数以上を占める苫小牧市からの通学は乗り継ぎが必要であったが、沼ノ端線新設により乗り継ぎなしで通学できるようになった。

#### 早来線
- 厚真←本郷←幌里←早来駅前

土日祝・年末年始は運休。
2013年（平成25年）4月1日、追分線（厚真 - 早来駅前 - 追分駅前）を早来駅前で区間分割。早来駅前 - 追分駅前は安平循環線・追分線・遠浅線が代替系統となる。
追分線としての運行当時は、追分駅前発の一部の便は早来駅前にて苫小牧線に接続し、乗り継ぎ割引が適用されていた。

#### 鵡川線
- 厚真 - 豊沢 - 軽舞 - 豊丘 - 坂下 - 鹿沼 - 二宮 - 田浦 - 鵡川農協前 - 鵡川駅前

土日祝全便運休。

#### 厚真高校線
- 浜厚真 - 上厚真 - 上美里 - 厚真大橋 - 厚真 - 本郷 - 厚真高校

土日祝と厚真高校休校日運休。浜厚真行の厚真大橋 - 浜厚真は降車のみ取り扱い。

#### こぶしの湯線
- 厚真 - 本郷 - こぶしの湯

土日祝全便運休。

#### 浜厚真駅線
- 上厚真 - 浜厚真駅前

2024年8月15日新設。
土日祝、休校日運休。

#### 安平循環線・追分線・遠浅線
- 追分駅前 - いぶき前 - 安平 - 早来駅前 - 遠浅公民館前 - 遠浅駅前

土曜・日曜・祝日・年末年始は運休。追分駅前 - 早来駅前（追分線）、早来駅前 - 遠浅駅前（遠浅線）の区間便あり。
2013年4月1日、あつまバス追分線（厚真 - 早来駅前 - 追分駅前）を廃止し、安平町内循環バスと統合する形で設定。あつまバスの他の路線バスとは異なる運賃形態を設定し、あつまバスの回数券・定期券は利用できない。

### 貸切バス
貸切バス車両は2013年（平成25年）9月30日現在で17台保有する。事業は通常は室蘭運輸支局管内、札幌運輸支局管内および勇払郡占冠村での発着が認められているが、貸切バス事業者安全性評価認定制度による優良事業者に限定した営業区域の弾力的な運用による特例で、2025年（令和7年）4月1日現在北海道全域となっている。

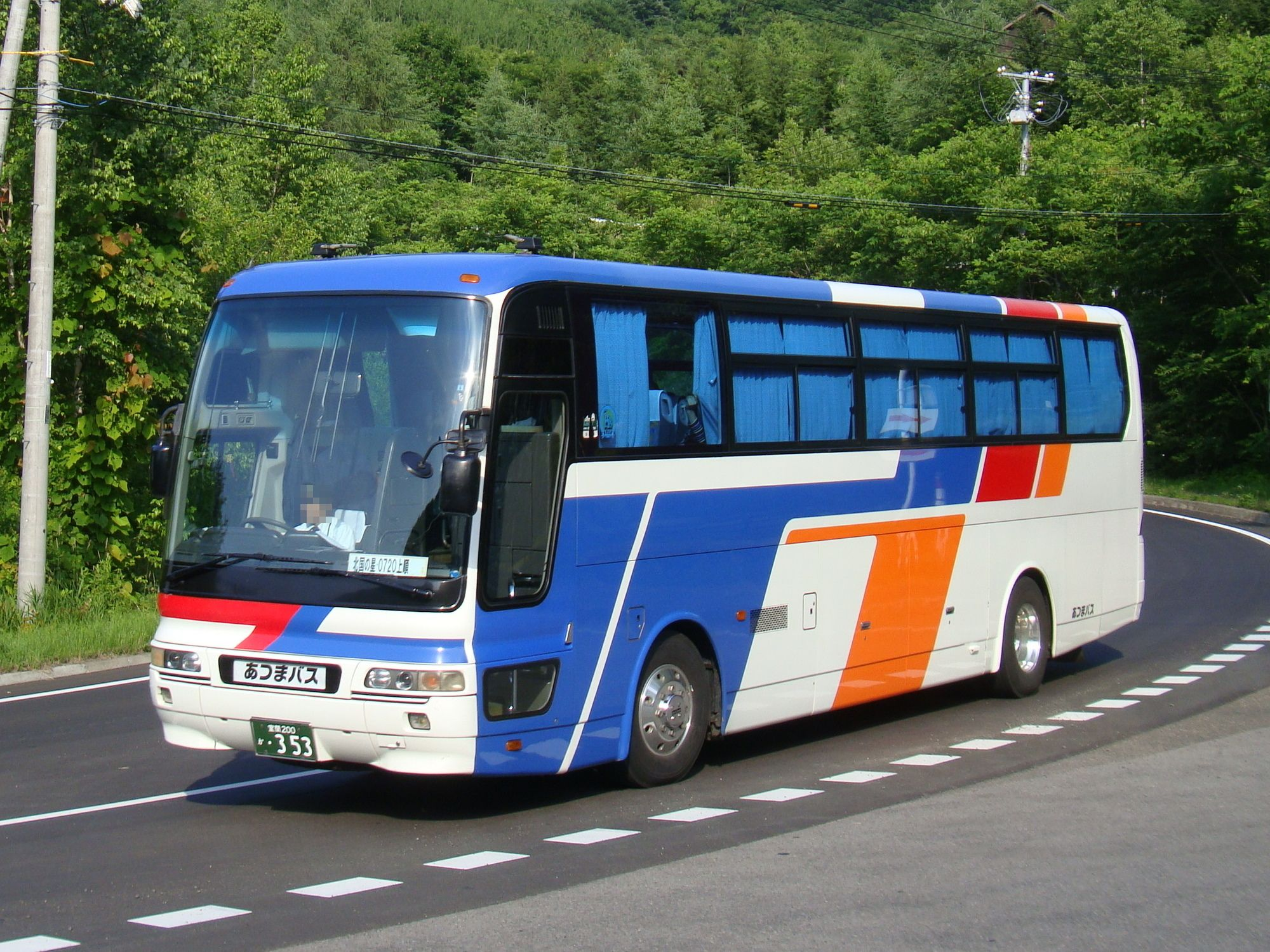
東急マーキュリーカラー
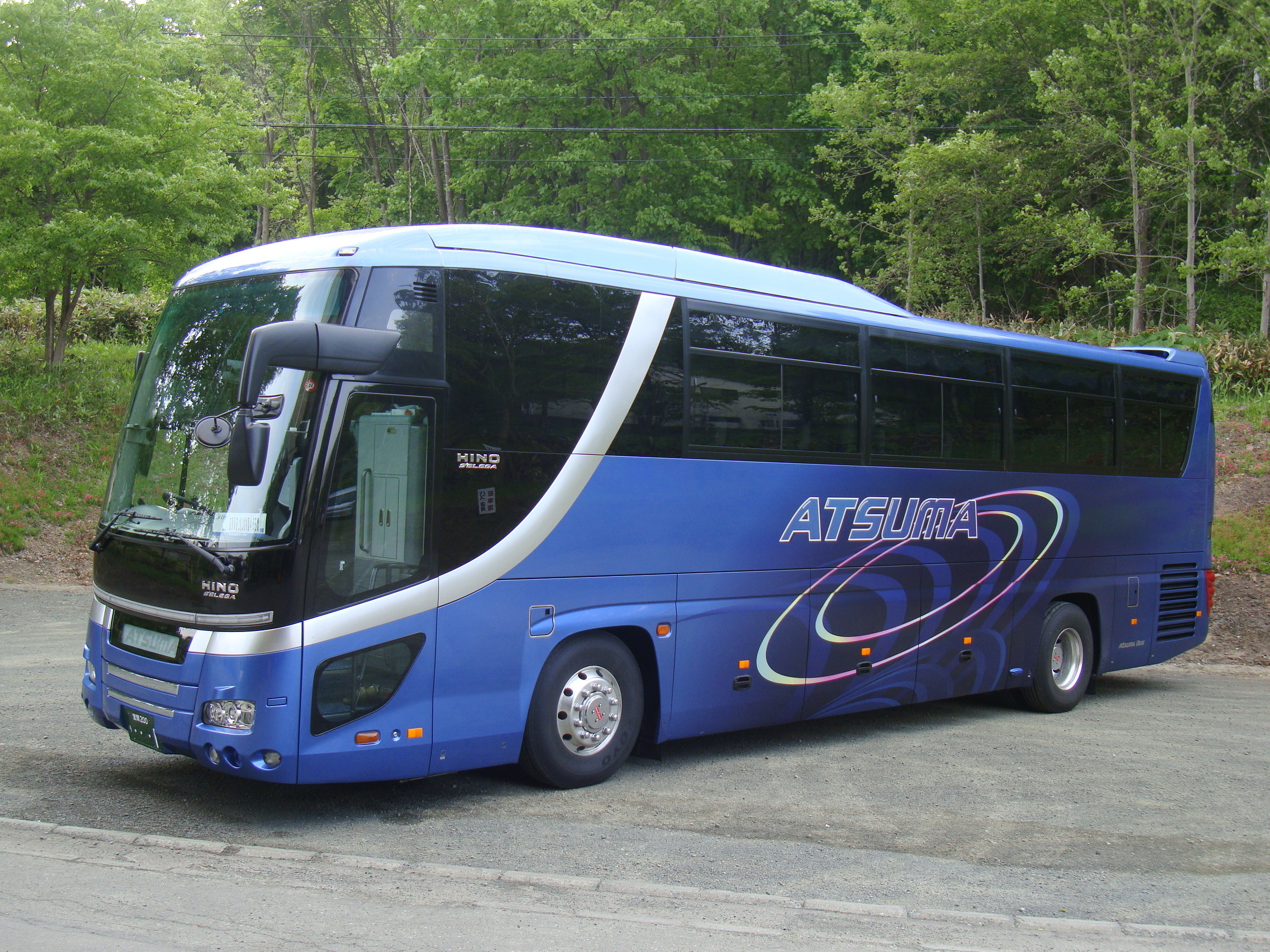
東急グループ離脱後の新塗装

## タクシー事業
あつまハイヤーの通称を持ち、勇払圏で事業を行う。深夜時間帯は運行せず、日曜・祝日は前日までの予約に限り配車される。

## 鉄道事業（廃止）

### 路線データ
区間廃止前、1948年ごろ
- 区間（営業キロ）：早来 - 幌内間 18.6km
- 駅数：5?
- 軌間：762mm
- 複線区間：なし（全線単線）
- 電化区間：なし（全線非電化）
- 動力：内燃

### 沿革
- 1904年（明治37年）12月 - 三井物産合名会社により、早来駅 - 厚真村字チケッペ間 4M25C（約7km）の同社貨物専用馬車軌道が竣工。木材運搬に使用される。
- 1905年（明治38年） - 約1.6km延長。
- 時期不詳 - 沿線の要望により営業線の許可を受けて、農産物や木炭などの諸物資運搬に応ずる。
- 1913年（大正2年） - 藤田組が買収。
- 時期不詳 - 永谷仙松が買収し運営。周囲の人口増加に伴い一般貨客輸送の要望が起こる。
- 1920年（大正9年）11月30日 - 永谷仙松他10名に対し早来軌道敷設許可[23]。
- 1921年（大正10年）
  - 既設軌道の改良工事実施。
  - 9月8日 - 資本金13万円にて早来軌道株式会社設立。
- 1922年（大正11年）1月18日 - 早来軌道の路線、早来 - 知決辺（ちけっぺ・のちに「厚真」に改称）間が開業（軌道法による軌道線）。馬車による一般貨客輸送を行う。
- 1926年（大正15年）
  - 5月10日 - 厚真軌道株式会社設立。
  - 9月4日 - 永谷仙松他7名に対し厚真軌道 6M60C 敷設許可[24]。
- 1927年（昭和2年）2月12日 - 厚真軌道が知決辺 - 幌内間に開業、馬力。
- 1929年（昭和4年）5月20日 - 早来軌道が厚真軌道を吸収合併。
- 1931年（昭和6年）- ガソリン機関車を4両導入。
- 1944年（昭和19年）
  - 11月8日 - 早来軌道株式会社を早来鉄道株式会社に名称変更。
  - 11月18日 - 全線を軌道法による軌道線から地方鉄道法による鉄道線に変更許可[25]。
- 1948年（昭和23年）9月3日 - 厚真 - 幌内間が廃止。
- 1951年（昭和26年）3月27日 - 早来 - 厚真間が廃止[26]、全線廃止。

### 駅一覧
早来駅 - 中土場駅 - 峠駅 - 厚真駅 - 西老軽舞駅 - 富里駅 - 幌内駅
- 幌内駅は幌内線の幌内駅（三笠市）とは別。

### 接続路線
- 早来駅：国鉄室蘭本線

### 保有車両
- ガソリン機関車-5（9）輌（碌々商店製3.5トン機[27]-3輌、加藤製作所製3.5トン機-2輌、ほかにガソリン機関車4輌を保有していたが認可を受ける前に火災に遭い破損。）
- 客車 定員22人-2輌、定員12人-2輌
- 貨車 無蓋5t車-40輌

### 運輸実績（昭和15年現在）
- 客車運転回数 5往復/日 ただし冬期間は木材運搬のため臨時列車運転。
- 運賃収入（日平均） 旅客32円、手荷物2円、貨物100円、計134円。